# Gerichtsverfahren
Das Gerichtsverfahren oder kurz Verfahren ist die gerichtliche Überprüfung eines Sachverhalts auf seine Rechtsfolgen. Im österreichischen Deutsch heißt das Gerichtsverfahren auch Causa, nicht zu verwechseln mit dem Rechtsgrund, der ebenso bezeichnet wird. Der Begriff „Prozess“ umschreibt das Gerichtsverfahren nur unzureichend, da er stets auf eine Rechtsstreitigkeit abstellt.

## Gerichtsverfahren in Deutschland
Keine Gerichtsverfahren sind die Verhandlungen bei Gütestellen, Schiedsstellen oder Mediatoren. Auch wenn Schiedsverfahren vor sogenannten Schiedsgerichten stattfinden, und diese ebenfalls einen Instanzenzug eröffnen (Bsp. Parteigerichtsbarkeit), kann nicht von Gerichtsverfahren im engeren Sinne gesprochen werden.
Jedermann steht das Recht auf rechtliches Gehör gemäß Art. 103 Abs. 1 Grundgesetz in seiner Sache zu. Wegen der unterschiedlichen Regelungsmaterien hat der Bundesgesetzgeber für die Verfahrensarten verschiedene Gesetze erlassen:
- Zivilrecht: Für zivilrechtliche Streitigkeiten gilt grundsätzlich das Zivilprozessrecht, sie werden nach der Zivilprozessordnung (ZPO) entschieden. Für Grundbuchsachen, Nachlasssachen, Betreuungssachen, Vormundschaftssachen, Unterbringungssachen, vereinsrechtliche und bestimmte familienrechtliche Angelegenheiten findet das Gesetz über das Verfahren in Familiensachen und in den Angelegenheiten der freiwilligen Gerichtsbarkeit (FamFG) Anwendung.
- Strafrecht: Im Strafrecht wird das Verfahren nach den Vorschriften des formellen Strafrechts, dem Strafprozessrecht (geregelt vor allem in der Strafprozessordnung (StPO)), betrieben. (Die Zivil- und Strafgerichte bilden zusammen die ordentliche Gerichtsbarkeit.) Opfer einer Straftat können im Verlauf des strafrechtlichen Verfahrens ein Adhäsionsverfahren beantragen, in dem neben der Ahndung der Straftat auch über ihre zivilrechtlichen Ansprüche (s. o.) entschieden wird.
- Verwaltungsrecht: Die verwaltungsrechtlichen Streitigkeiten werden nach den Vorschriften der Verwaltungsgerichtsordnung verhandelt. Die Länder haben teilweise eigene Ausführungsgesetze zum Verwaltungsgerichtsgesetz erlassen oder die Verwaltungsgerichtsordnung des Bundes angepasst übernommen. Sie sind jedoch vom behördlichen Verwaltungsverfahren abzugrenzen, das keine gerichtliche Überprüfung darstellt. Ebenfalls von der Verwaltungsgerichtsbarkeit sind die Verfahren nach dem
- Verfassungsrecht abzugrenzen: Das Bundesverfassungsgericht und die Landesverfassungsgerichte / Staatsgerichtshöfe üben die Gerichtsverfahren in Verfassungsfragen und im Grundrechtsschutz aus. Für sie sind eigenständige Gesetze erlassen worden wie das Bundesverfassungsgerichtsgesetz oder z. B. das Gesetz über den Niedersächsischen Staatsgerichtshof (StGHG).
- Arbeitsrecht: Als Fachgerichtsbarkeit aus der ordentlichen (Zivil-)Gerichtsbarkeit herausgelöst finden die Verfahren des Arbeitsrechtes nach den Vorschriften des Arbeitsgerichtsgesetzes statt, das jedoch in § 46 ArbGG weitgehend auf die Bestimmungen der Zivilprozessordnung verweist.
- Steuerrecht: Der Bundesgesetzgeber hat für das Steuer- und Abgabenrecht die Finanzgerichtsordnung erlassen. Das Verwaltungsverfahren ist in der Abgabenordnung geregelt.
- Sozialrecht: Wie beim Arbeitsrecht existiert eine eigene Sozialgerichtsbarkeit nach dem Sozialgerichtsgesetz. Die Bestimmungen über das Verwaltungsverfahren enthält weitgehend das Zehnte Buch Sozialgesetzbuch (SGB X).
- Wehrrecht: Das Verfahren in truppendienstlichen Angelegenheiten vor den Truppendienstgerichten und – in den Fällen der § 18 Abs. 4 und § 21, § 22 WBO – vor dem 1. oder 2. Wehrdienstsenat des Bundesverwaltungsgerichts läuft nach den Regeln der Wehrbeschwerdeordnung (WBO) sowie der Verwaltungsgerichtsordnung ab, soweit diese Ausdruck allgemein anerkannter Prozessgrundsätze sind; für die Besetzung des Truppendienstgerichts und die Durchführung einer Beweisaufnahme gelten die Vorschriften der Wehrdisziplinarordnung (WDO) und ergänzend dazu der Strafprozessordnung und des Gerichtsverfassungsgesetzes. Das gerichtliche Disziplinarverfahren vor den Truppendienstgerichten und den Wehrdienstsenaten beim Bundesverwaltungsgericht läuft nach den Regeln der WDO ab, wiederum – soweit die Eigenart des gerichtlichen Disziplinarverfahrens dem nicht entgegensteht – ergänzt um die Vorschriften der Strafprozessordnung und des Gerichtsverfassungsgesetzes, § 91 WDO.
- Disziplinarrecht: Das Bundesdisziplinargericht ist inzwischen ebenfalls in das Bundesverwaltungsgericht eingegliedert worden, sodass auch hier die Verwaltungsgerichtsordnung für das Verfahren gilt.

Jede Verfahrensordnung kennt Prozessmaximen, also Grundsätze, auf denen das Verfahren aufbaut.
Die jeweilige Zuordnung der Streitigkeiten zu den Verfahrensarten erfolgt nach Maßgabe des jeweiligen Gesetzes und des Gerichtsverfassungsgesetzes.
Jedes Gerichtsverfahren eröffnet in der Regel auch den Weg über die Instanzen. Dabei stehen Rechtsmittel (meist Berufung, Beschwerde oder Revision) zur Verfügung. Eine Ausnahme bilden hierbei das Klageerzwingungsverfahren und das Ermittlungserzwingungsverfahren. In diesen beiden Verfahren steht nur eine einzige Instanz (vor dem Oberlandesgericht) zur Verfügung. Dies stellt keinen Verstoß gegen Art. 19 Abs. 4 Grundgesetz dar, da Art. 19 IV GG nur eine einzige Instanz verfassungsrechtlich garantiert. 
Das Verfahren bzw. der Prozess wird mit der Rechtskraft des Urteils abgeschlossen. Weitere Beendigungsmöglichkeiten sind die Klagerücknahme, die Erklärung, dass das Verfahren in der Hauptsache erledigt ist (mit nachfolgender Kostenfestsetzung) oder der Vergleich. Verfahren der freiwilligen Gerichtsbarkeit enden mit einem Beschluss.

## Berichterstattung
Gerichtsverfahren von hohem Nachrichtenwert mit bekannten Personen oder medienrelevanten Ereignissen werden durch die Massenmedien medial begleitet. Es wird über die Person, den Grund des Verfahrens und Beteiligte berichtet und über den Ausgang des Verfahrens unter Nennung der Unschuldsvermutung spekuliert. Um den Prozess visuell darstellen zu können, werden das Gerichtsgebäude und wartende Menschen vor dem Eingang gezeigt. In der Fernsehberichterstattung gleichen sich die Bilder oft: Sie zeigen, wie die Beteiligten am Gericht ankommen, wie jemand in das Gerichtsgebäude geht oder wie das Auto in die Tiefgarage fährt. Während des Verfahrens führen die Fernsehsender und weitere Medien Interviews mit Rechtsanwälten, der Staatsanwaltschaft und weiteren Personen durch. Statements von Gerichtssprechern können am Ende des Prozesstages oder am Ende des Verfahrens von Interesse sein. Sind die Personen von bundesweiter Bedeutung, fragen die Reporter in der Bundespressekonferenz nach der Bewertung und aktuellen Einschätzung durch Politiker. Intensiv werden die Fälle von Anfang bis Ende von Gerichtsreportern begleitet.